# Lombardia
Lombardia este una dintre cele 20 de regiuni ale Italiei. Capitala este Milano. O șesime din populația Italiei locuiește în Lombardia și aproximativ o cincime din PIB-ul Italiei este produs în această regiune, aceasta fiind regiunea cu cea mai mare populație, fiind de asemenea și cea mai bogată din țară și una dintre cele mai bogate din întreaga Europă. Destinațiile turistice majore din regiune includ orașele istorice, culturale și artistice: Milano (care este cea de-a doua destinație turistică de top din Italia), Brescia, Mantova, Pavia, Como, Cremona, Bergamo, Sondrio, Lecco, Lodi, Varese, Monza și Brianza și lacurile Garda, Como, Maggiore și Iseo.
Limba lombardă, vorbită odinioară de marea majoritate a locuitorilor Lombardiei, se află în prezent pe lista roșie a limbilor periclitate, întocmită de UNESCO.

## Nume
Numele regiunii provine de la longobarzi, o populație germanică, care a venit în această regiune după căderea Imperiului Roman de Apus.

## Istorie
Lombarzii au cucerit nordul Italiei în secolul al VI-lea. În 1167 cele mai mari orașe din Lombardia au întemeiat în scopuri defensive Liga Lombardă. Cu forțele astfel unite, acestea l-au învins în 1176 pe împăratul Frederic I Barbarossa, care era totodată și rege al Italiei. După înfrângerea suferită a fost nevoit să recunoască autonomia orașelor lombarde. În ciuda acestui triumf, în secolele care au urmat, Lombardia a fost dominată succesiv de franci, de Sfântul Imperiu Roman, de Imperiul Spaniol și de Imperiul Austriac.
În 1859, în timpul războiului de unificare  a Italiei, armatele franceze și italiene au înfrânt trupele imperiale austriece la Magenta, oraș aflat la o distanță de 25 kilometri la vest de Milano. Bătălia în care și-au pierdut viața 9.000 de oameni a fost atât de sângeroasă, încât cuvântul magenta a început să desemneze o nuanță de roșu aprins.
În 1914 a luat naștere la Milano mișcarea fascistă. Aici a anunțat Mussolini formarea "axei  Roma-Berlin", prin semnarea tratatului de prietenie dintre fasciștii italieni și hitleriștii germani.

## Geografie

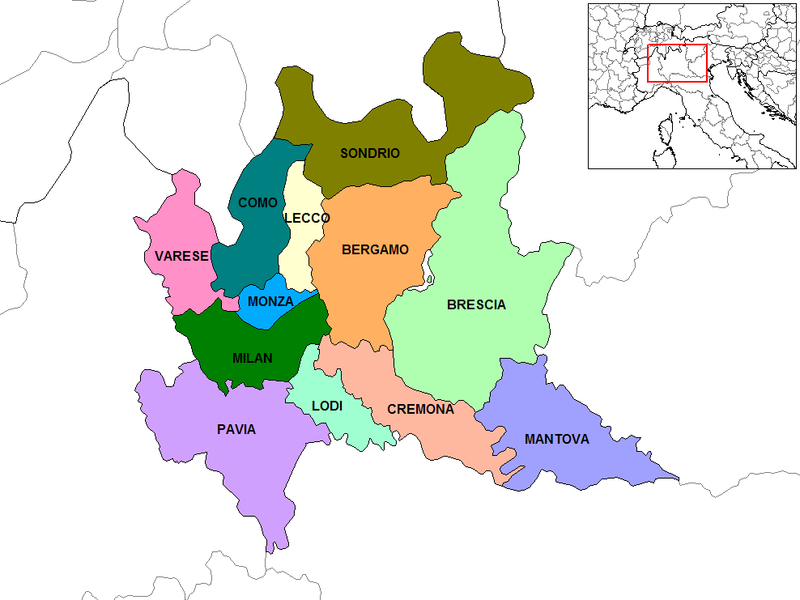
Provinciile Lombardiei

În pitoreștile văi alpine de la poalele munților s-au format lacuri mari, celebre în toată lumea prin frumusețea lor și prin stațiunile elegante  de pe malurile lor: Lacul Maggiore (cu Insulele Boromee, considerat cel mai frumos dintre ele), Lacul Como (suprafață: 146 km pătrați, lungime: 51 km, Lățime maximă: 4,5 km, Lățime minimă: 0,65 km, adâncime maximă: 450 m), Lacul Garda, Lacul Iseo și Lacul Lugano – la granița cu Elveția.
Câmpia Padului era în Evul Mediu o zonă mlăștinoasă  datorită frecventelor revărsări ale Padului, cu mulți țânțari și cu dese cazuri de malarie. Începând cu sec. al XII-lea, a început amenajarea fluviului, finalizată în sec. al XV-lea. A fost construit un sistem de canale de irigație, au fost plantate păduri de mesteceni și livezi care să apere de vânt culturile de orez, grâu, porumb și legume. Agricultura performantă, comerțul și dezvoltarea industriei au făcut ca populația Lombardiei să fie printre cei mai avuți locuitori ai Europei.
Regiunea este divizată în următoarele provincii, toate numite după orașul lor capitală:
- Bergamo
- Brescia (industria armelor)
- Como (industria mătăsii)
- Cremona
- Lecco
- Lodi
- Mantova
- Milano
- Monza-Brianza
- Pavia (una dintre cele mai vechi universități)
- Sondrio
- Varese (industria de încălțăminte)

Un alt oraș important este Monza (circuitul de Formula Unu).

## Demografie
Deși Alpii ocupă o mare parte din suprafața Lombardiei, regiunea este una dintre cele mai dens populate din lume. Sudul ținutului este repezentat de Câmpia Padului, pământul fertil care asigură de secole bunăstarea localnicilor.
Orașe cu peste 50.000 de locuitori:
| Orașul             | Populația (2006 est.) |
| ------------------ | --------------------- |
| Milano             | 1.308.735             |
| Brescia            | 191.059               |
| Monza              | 121.961               |
| Bergamo            | 116.197               |
| Sesto San Giovanni | 83.556                |
| Como               | 83,002                |
| Varese             | 82.809                |
| Busto Arsizio      | 79.552                |
| Cinisello Balsamo  | 73.770                |
| Cremona            | 71.313                |
| Pavia              | 71.064                |
| Vigevano           | 59.714                |
| Legnano            | 56.622                |
| Rho                | 50.623                |